# Aeroportul Sogndal
Aeroportul Sogndal (IATA: SOG, ICAO: ENSG) este un aeroport din Comuna Sogndal, Vestland, Norvegia ce deservește zona Comuna Sogndal. Aeroportul a fost tranzitat în 2022 de 88.961 de pasageri. A fost deschis în 1 iulie 1971 și numit după zona deservită.
Situat la o altitudine de 498 m, aeroportul dispune de 1 pistă. Este operat de Avinor⁠(d).

## Infrastructură

### Piste
Aeroportul dispune de o singură pistă. Pista 06/24 are suprafața de Bitum și dimensiunile 1.110 m × 30 m. 